# Jon Kent
Jonathan « Jon » Kent est un super-héros de fiction appartenant à l'univers de DC Comics. Il est le fils de Clark Kent et de Lois Lane.

## Origine
Jon Kent a été créé par Dan Jurgens en juillet 2015 dans Convergence: Superman #2. Il ressemble physiquement à son père, Clark Kent, dont il a hérité ses pouvoirs mais il a aussi des traits de caractères de sa mère Lois Lane.

## Apparitions
Jon Kent apparaît dans la série Convergence puis dans la série Superman: Lois and Clark (en). Il est réintroduit dans l'univers DC à l'occasion du DC Rebirth.
Jon Kent devient le héros de la série Super-Sons (en) aux côtés de Damian Wayne, fils de Batman. Il apparaît ensuite en tant que membre de la Légion des super-héros.

## Identité
Jon Kent est bisexuel. Son identité est confirmé dans la série Superman : Fils de Kal-El (en). Il se lie d'amitié avec le reporter Jay Nakamura qui deviendra ensuite une romance entre les deux personnages. La révélation de son identité a été au coeur de controverses contre la représentation LGBT.

## Dans d'autres médias
Jon Kent apparaît dans l'Arrowverse et plus précisément dans l'arc Crisis on Infinite Earths.
Dans la série télévisée Superman et Loïs, il est interprété par Jordan Elsass dans les saisons 1 et 2 puis par Michael Bishop à partir de la saison 3. Dans cette adaptation, Jonathan a un frère jumeau nommé Jordan Kent.
Le personnage fait un caméo dans la série animée Teen Titans Go! et apparaît dans un épisode de Young Justice: Outsiders.
Jonathan Kent est le héros du film d'animation Batman and Superman: Battle of the Super Sons (2022) inspiré des comics Super-Sons (en), aux côtés de Damian Wayne.